# Carin de Frumerie-Luthander
Carin de Frumerie-Luthander (* 17. August 1911 in Nacka; † 6. Oktober 1974 in Saltsjöbaden) war eine schwedische Cellistin. Carin de Frumerie war die Schwester des schwedischen Komponisten und Pianisten Gunnar de Frumerie.
Sie bildete zusammen mit der Pianistin Astrid Berwald und der Violinistin Lotti Andréason das Berwald Trio.